# Тааві Ранд
Тааві Ранд (ест. Taavi Rand; *17 липня 1992, Таллінн, Естонія) — естонський фігурист, що виступає у танцях на льоду в парі з Іриною Шторк, разом з якою став чемпіоном Національної першості з фігурного катання Естонії 2010 року, учасник XXI Зимової Олімпіади (Ванкувер, Канада, 2010; 23-е місце).
Тренується Тааві у своєї матері Леї Ранд, а його старший брат, Кристіан Ранд, також виступає на міжнародному рівні у танцях на льоду.

## Кар'єра
Тааві Ранд та Ірина Шторк стартували на міжнародному дорослому рівні в сезоні 2009/2010 і відразу в олімпійському турнірі танцювальних пар на XXI Зимовій Олімпіаді (Ванкувер, Канада, 2010). Так сталося, тому що Кейтлін Мелорі, партнерці по найкращій останніми роками естонській танцювальній парі Кейтлін Мелорі / Кристіан Ранд, не було надано естонське громадянство, відтак пара не змогла виступити на Іграх. До Олімпіади, пара Шторк/Ранд брала участь лише в юніорських змаганнях, показуючи скромні результати. Вони були 22-ми на двох Чемпіонатах світу з фігурного катання серед юніорів (у 2007 та 2008 роках), а у сезоні 2008/2009 не виступали разом, тому що Тааві Ранд катався з іншою партнеркою — Кристіною Ваха, але по закінченні сезону знову встав у пару з Іриною Шторк.
На Олімпіаді у Ванкувері в лютому 2010 року Ірина Шторк і Тааві Ранд посіли останню 23-у позицію. 

## Спортивні досягнення
(з І. Шторк)
| Сезони/Змагання                                    | 2004/2005 | 2005/2006 | 2006/2007 | 2007/2008 | 2009/2010 |
| -------------------------------------------------- | --------- | --------- | --------- | --------- | --------- |
| Зимові Олімпійські ігри                            |           |           |           |           | 23        |
| Чемпіонати світу з фігурного катання серед юніорів |           |           | 22        | 22        |           |
| Чемпіонати Естонії з фігурного катання             | 3         | 3         | 1J.       | 1J.       | 1         |
| Етапи юніорського Гран-Прі, Німеччина              |           |           |           |           | 17        |
| Етапи юніорського Гран-Прі, Угорщина               |           |           |           |           | 18        |
| Етапи юніорського Гран-Прі, Естонія                |           |           |           | 10        |           |
| Етапи юніорського Гран-Прі, Австрія                |           |           |           | 10        |           |
| Етапи юніорського Гран-Прі, Чехія                  |           |           | 11        |           |           |
| Етапи юніорського Гран-Прі, Норвегія               |           |           | 13        |           |           |
| Турніри: «NRW Trophy»                              |           |           |           |           | 9J.       |
| Меморіали Павла Романа                             |           | 1N.       |           |           |           |

- N = рівень новачків; J = юніорський рівень